# Slipciîți, Cerneahiv
Slipciîți (în ucraineană Сліпчиці) este localitatea de reședință a comunei Slipciîți din raionul Cerneahiv, regiunea Jîtomîr, Ucraina.
Localitatea face parte din regiunea istorică Volânia, iar după tratatul de pace de la Riga din 1921 a devenit parte a Uniunii Sovietice.

## Demografie
Componența lingvistică a localității Slipciîți
     Ucraineană (98,7%)
     Rusă (1,04%)
     Alte limbi (0,26%)
Conform recensământului din 2001, majoritatea populației localității Slipciîți era vorbitoare de ucraineană (98,7%), existând în minoritate și vorbitori de rusă (1,04%).